# Giovanna Ribes
Giovanna Ribes (Catarroja, 1959) és una directora, guionista, artista audiovisual i productora valenciana amb experiència en el món del cinema documental i de ficció, videoart i creació.

## Biografia
Filla d'emigrants a Ginebra (Suïssa), estudia Filologia Germànica i Tècnica en Operacions d'Imatge i So a València. Comença així la seua passió pel món audiovisual i comença a especialitzar-se en producció i direcció en diverses escoles al voltant del món: a Londres en el Media Production Services; als EUA és seleccionada en un dels Films and Television Maine Media Workshop. També a Cuba cursa a l'Escola de Cinema i Televisió de San Antonio de los Baños; i un curs de direcció d'actors, per Dominic de Fazio.
Codirectora del festival de Dones en Art que reuneix treballs de dones en les arts escèniques i audiovisuals, és membre de l'Associació de dones cineastes i de mitjans audiovisuals que en 2015 va obrir una delegació al País Valencià. Pertany també a la PAV-Associació de Productors Valencians, EDN - European Documentary Network i a EWA - Plataforma Europea per a les dones en el sector audiovisual. Vicepresidenta del Clúster Audiovisual Valencià i des de 2013 de la Mostra Viva del Mediterrani, festival que des de 2013 ha substituït la Mostra de València després del seu tancament en 2011. Directora del Festival Internacional de Cinema Dona i Cinema - Woman & Film - Mujer y Cine. Ha col·laborat com a jurat en Festivals com Alzinema, Premis Tirant o la Mostra de Cinema Llatinoamericà de Catalunya. Va presidir el jurat en l'edició 2015 del Festival de Cinema d'Alacant.

## Filmografia
Llargmetratges
- Todas íbamos a ser reinas (documental, 1995). Documental sobre l'escriptora xilena Gabriela Mistral
- El sueño temerario (documental, 2005)
- La simfonia de les grues (documental, 2006)
- Manuela Ballester: El llanto airado (documental, 2008)
- Ferida arrel: Maria Mercé Marçal (Pel·lícula dirigida conjuntament per diverses directores, 2012)
- Un suave olor a canela (ficción, 2012)
- Profes, la buena educación (documental, 2015)
- La família - Dementia (ficció, 2016)

Curtmetratges
- Cuba: blanco y negro (documental, 1992)
- Solitud (ficció, 2003)
- El lento caminar de las orugas (Experimental, 2015)

Televisió
- La torre de Babel (TV Movie, 2007)
- Kim & Co (TV Sèrie, 26 capítols, 2007)

Productora
- El sueño temerario (documental, 2005)
- La Torre de Babel (TV Movie, 2007)
- Notas discontinuas de México (curt documental de Rebeca Crespo, 2008) sobre la vida del músic Javier Corcobado
- El último guion (llargmetratge documental de Gaizka Urresti i Javier Espada, coproducció, 2008)
- Agua (curtmetratge de ficció de Silvia Macip, 2012)
- Un suave olor a canela (llargmetratge de ficció, 2012)
- Tierra sin mal - Ivi Imarae (llargmetratge documental de Ricardo Macián, 2012)
- El amor no es lo que era (llargmetratge de ficció de Gabi Ochoa, 2013)
- El lento caminar de las orugas (curtmetratge, 2015)
- La llarga nit de la imaginació (llargmetratge de ficció de Samuel Sebastián, 2016)
- La familia - Dementia (llargmetratge de ficció, 2016)
- Parcas (curtmetratge de ficció de Ricardo A. Ferreira O., 2020)
- Las cartas perdidas (llargmetratge documental d'Amparo Climent, 2021)